# José Sacramento
José Sacramento (n. 1965) é um cineasta português.

## Biografia
Realizou a curta-metragem Olhó Passarinho em 2000, que foi exibida pela primeira vez em Abril de 2001, no Fórum Lisboa, e que recebeu o prémio Menção Especial ao Actor (Ivo Canelas) no VII Festival Ibérico de Cinema de Badajoz, em Maio desse ano.
Também foi realizador do telefilme Querida Mãe, produzido em 2001 como parte do programa SIC Filmes. Em 2004 foi responsável pela curta-metragem Cinderela.
Em 2006 realizou a sua primeira longa metragem, Filme da Treta, aos 41 anos de idade. Numa entrevista à Agência Lusa, no âmbito do lançamento deste filme, José Sacramento afirmou que existia «um divórcio do público com o cinema português», e defendeu a ideia que deveria ser aumentado o número de filmes nacionais a estrear por ano, para mais de três dezenas, cerca do dobro que se realizavam naquela altura. De acordo com o realizador, «A escolha por um filme português tem de ser reconquistada e devia haver lugar para todo o tipo de filmes», e «a par do cinema de autor, devia haver pelo menos um a dois `blockbusters` portugueses por ano». O Filme da Treta foi um sucesso de bilheteira, tendo sido um dos filmes portugueses mais vistos de sempre.

## Filmografia
- Director:
  - Olhó Passarinho (curta-metragem) (2000)
  - Querida Mãe (telefilme) (2001)
  - Filme da Treta (2006)
  - Lindo Amor (curta-metragem) (2009)
  - A Família (curta-metragem) (2010)
- Produtor:
  - Lindo Amor (curta-metragem) (2009)
  - Olhó Passarinho (curta-metragem) (2000) (produtor executivo)
- Escritor e editor:
  - Lindo Amor (curta-metragem) (2009)